# 布鲁斯 (维松)
布鲁斯（英語：Sextus Afranius Burrus，1年—62年）。古罗马将领。出生于维松的一个骑士家庭。曾经担任近卫军长官，他与塞涅卡同为尼禄的谋臣，并帮助其削弱了小阿格里皮娜的政治权力。公元62年去世。